# キョウジョシギ

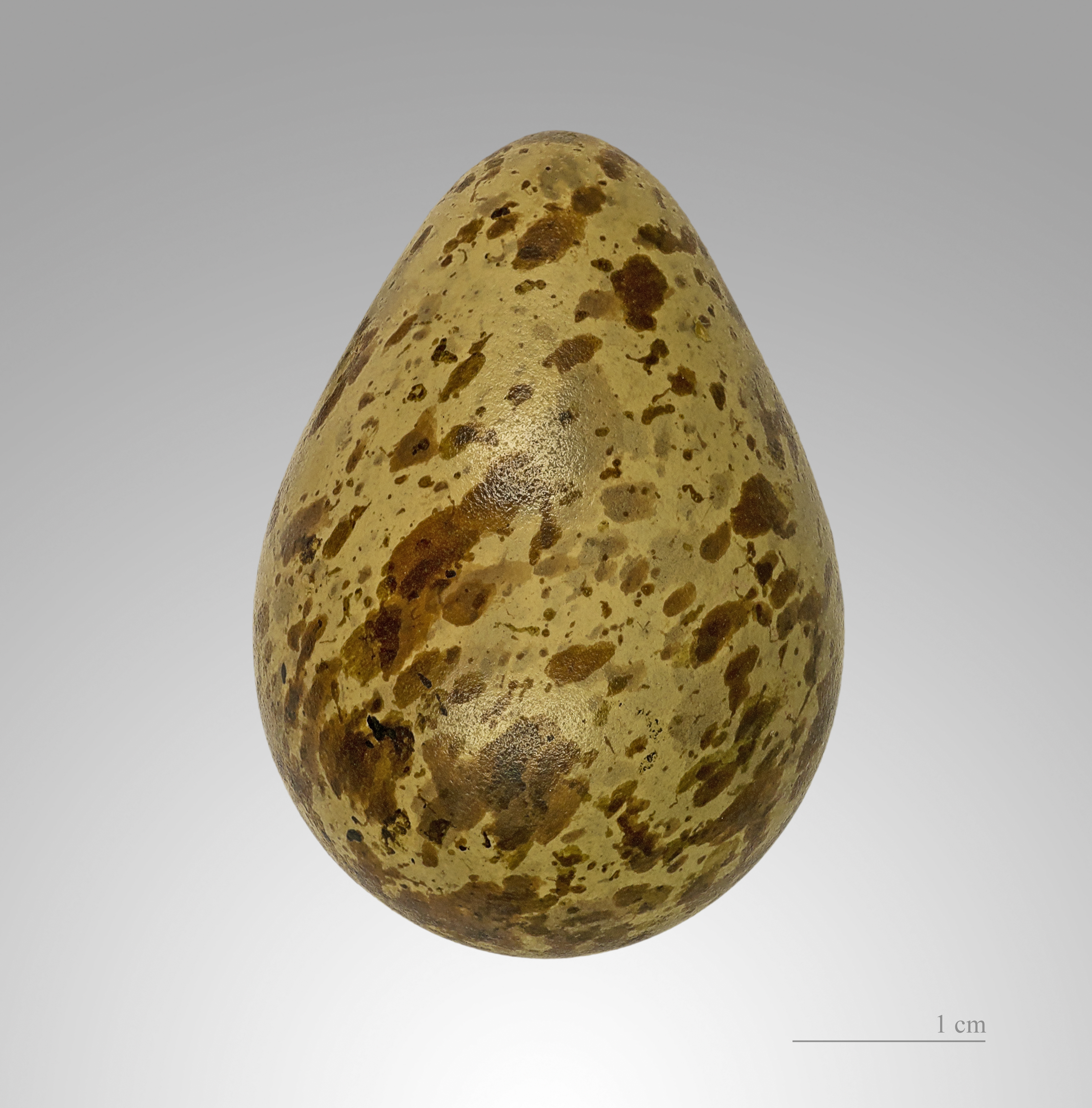
Arenaria interpres

キョウジョシギ（京女鷸、学名：Arenaria interpres）は、チドリ目シギ科に分類される鳥類の一種である。和名は、よく目立つまだら模様を京都の女性の着物にたとえてつけられたもの。一方、英名の「Ruddy Turnstone」は、くちばしで石をひっくり返して餌を探す習性にちなんでいる。

## 分布
ユーラシア大陸北部、北アメリカ北部のツンドラ地帯で繁殖し、冬季は南アジア、南アメリカ、アフリカ、オーストラリアなどに渡り、越冬する。
日本では、旅鳥として春と秋の渡りの時に多数飛来する。南西諸島では越冬するものもいる。

## 形態
体長約24cm。「シギ」といってもくちばしと足が短くずんぐりとした体形で、チドリ類のような外見をしている。このため、以前はチドリ科に分類されていたこともあった。足は橙色で腹が白く、胸と顔に黒い模様がある。夏羽では背中側が茶色と黒のまだら模様で、頭に白い部分が現れる。冬羽は頭と背中が茶色で、鱗のような模様になる。

## 生態
非繁殖期は干潟、岩礁、水田などに生息する。数十羽の群れを形成する。水辺の小石や海藻、木片などをくちばしでひっくり返しながら餌を探す習性があり、短くて丈夫なくちばしはこの時に役立つ。小さな昆虫やゴカイ、甲殻類などを捕食するが、動物の死骸や生ゴミも食べる。二枚貝を捕食する場合は殻を開いて中の身を食べる。
ツンドラ地帯の地上に営巣し、3 - 4個の卵を産む。子育てはオスとメスが協力しておこなう。